# Eunice de Souza
Eunice de Souza (Poona, 1940 - 29 de juliol de 2017) fou una poetessa, crítica literària i novel·lista contemporània índia en llengua anglesa. Entre els seus poemaris destaca Women in Dutch painting (1988).

## Biografia
Eunice de Souza va néixer i va créixer a Poona en el si d'una família catòlica de Goa. Es va graduar en literatura anglesa per la Universitat Marquette a Wisconsin, i té un doctorat de la Universitat de Bombai. Va ensenyar anglès al St. Xavier's College (Bombai), i va ser cap del departament fins a la seva jubilació. Es va involucrar en el conegut festival literari Ithaka, organitzat a la universitat. També ha treballat en teatre, com a actriu i directora. Va començar a escriure novel·les amb Dangerlok l'any 2001. També ha escrit quatre llibres per a infants. Intueix una conversió ancestral portuguesa en el poema de Souza Prabhu:
No, I'm not going to
delve deep down and discover
I'm really de Souza Prabhu
even if Prabhu was no fool
and got the best of both worlds.
(Catholic Brahmin!
I can hear his fat chuckle still.)
A banda de la poesia i la ficció, Eunice de Souza ha editat nombroses antologies i col·leccions, i escriu una columna setmanal a Mumbai Mirror.

## Obres
Poesia
- Fix (1979)
- Women in Dutch Painting (1988)
- Ways of Belonging (1990)
- Selected and New Poems (1994)

Novel·les
- Dangerlok (Penguin, 2001)
- Dev & Simran: A Novel (Penguin, 2003)

Entrevistes
- Conversations with Indian Poets (OUP, 2001) ISBN 978-0-19-564782-2

Edicions
- Nine Indian Women Poets: An Anthology (OUP, 2001) ISBN 978-0-19-565847-7
- 101 Folktales From India (2004)
- Purdah: An Anthology (OUP, 2004) ISBN 0-19-566661-5
- Women's Voices: Selections from Nineteenth and Early Twentieth Century Indian Writing in English (OUP, 2004) ISBN 978-0-19-566785-1
- Early Indian Poetry in English: An Anthology 1829-1947 (OUP, 2005) ISBN 978-0-19-567724-9
- The Satthianadhan Family Album (Sahitya Akademi, 2005)